# Гіалокластит

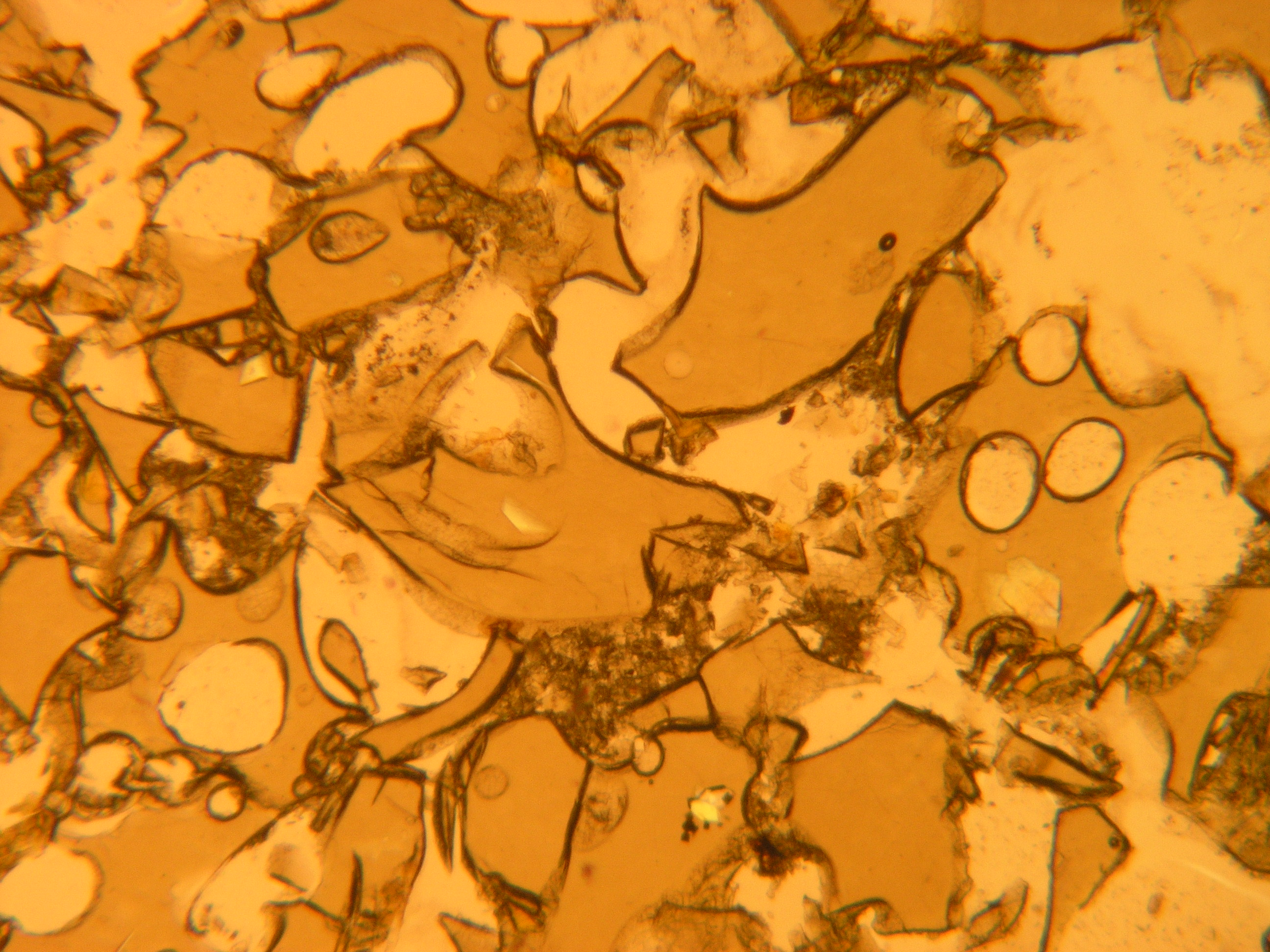
Гіалокластит під мікроскопом. По краях часток видно темні палагонітові оболонки. Ширина поля зору — 3 мм

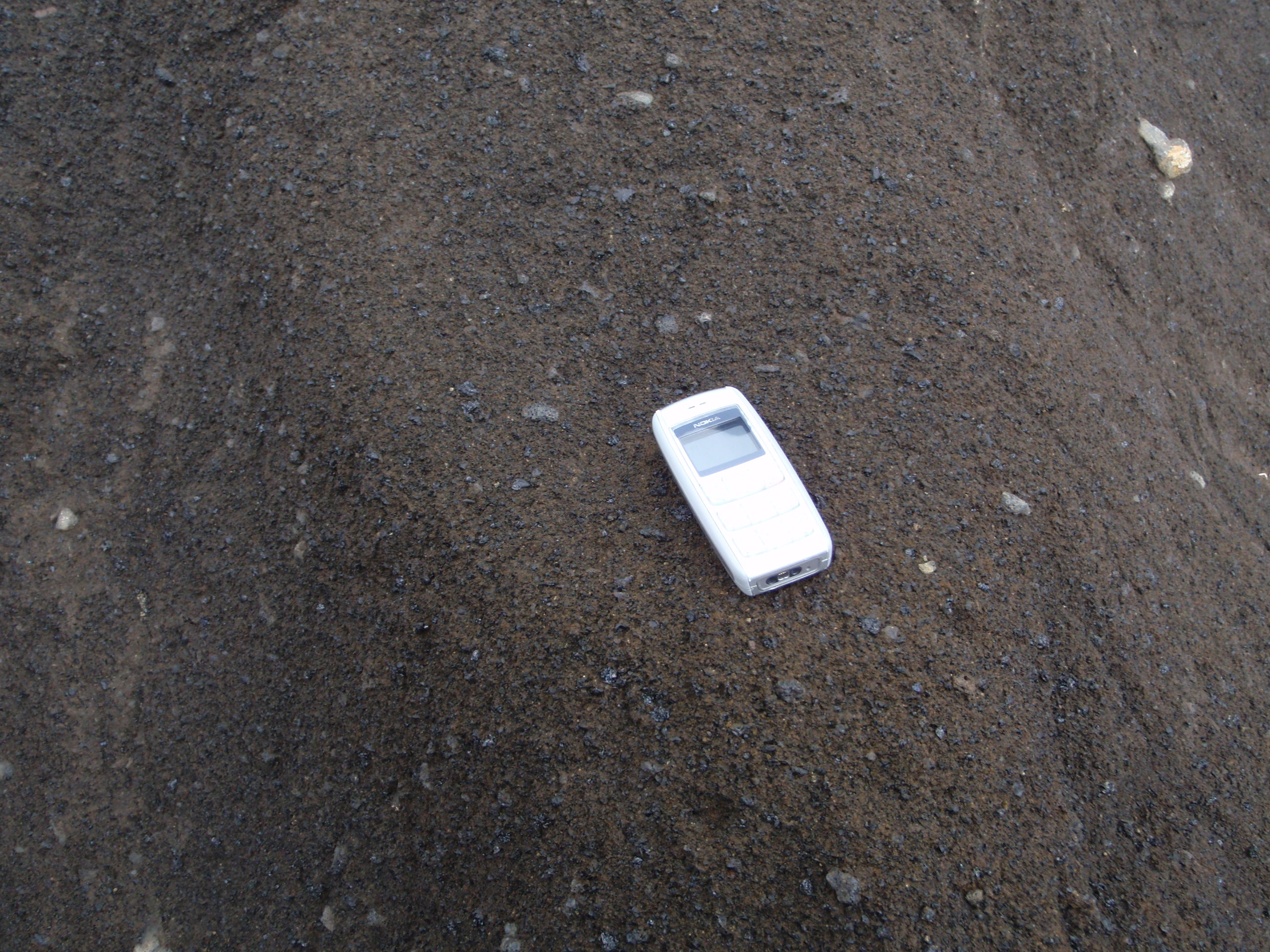
Гіалокластит в Ісландії

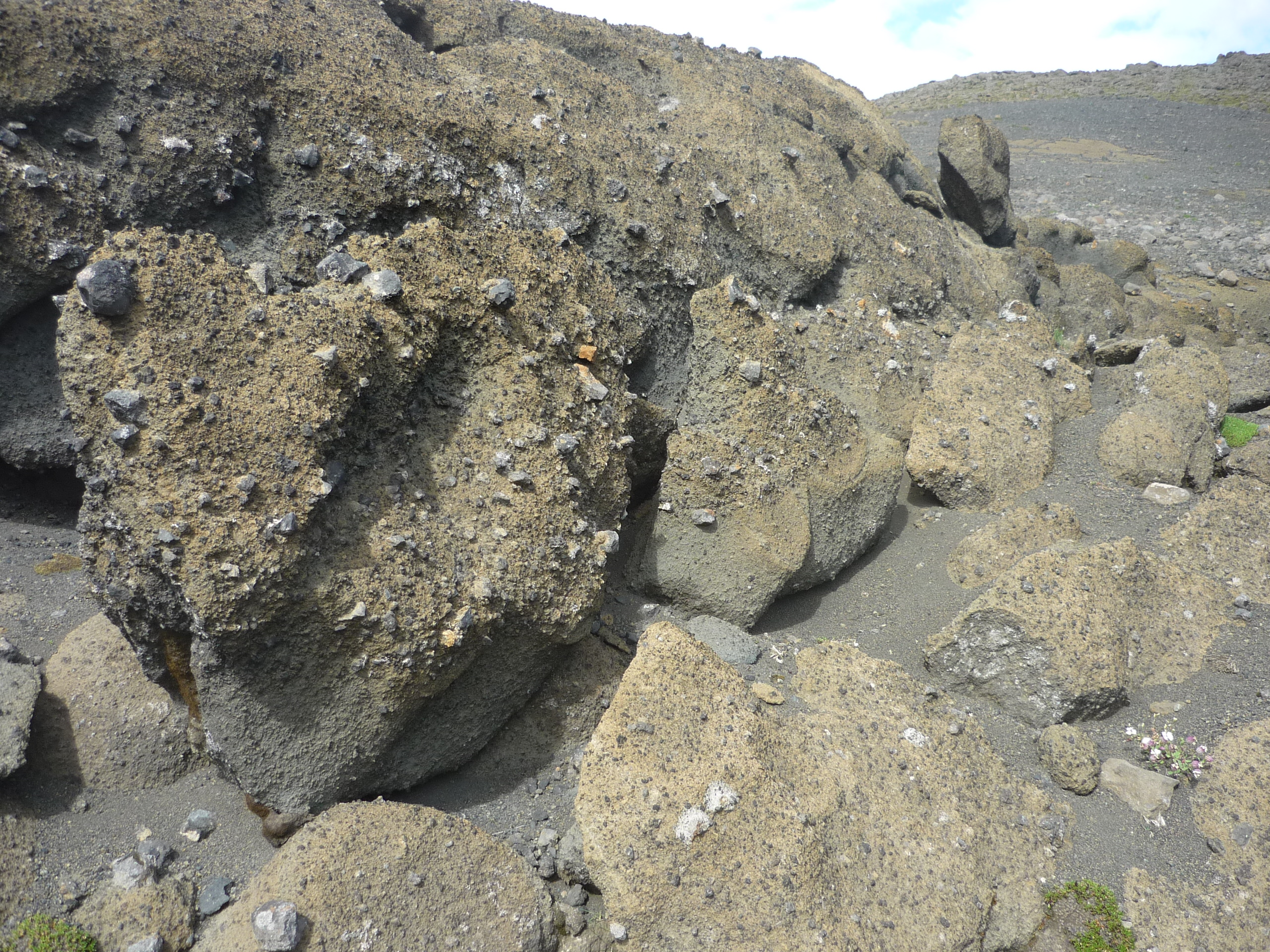
Брили гіалокластиту в Ісландії

Гіалокластит — гірська порода, що складається з дрібних уламків вулканічного скла. Утворюється при виверженні лави у воду, внаслідок чого вона різко охолоджується і розтріскується на уламки, або при розбризкуванні лави при вибухах.
Цю назву запропонував швейцарський вулканолог Альфред Ріттманн у 1960 (за іншими даними, у 1958) році. Вона утворена від дав.-гр. ὕαλος (hyalos) — «скло» та κλαστός (klastós) — «розбитий». Спочатку ця назва стосувалася тільки уламків скляної кірки застиглої лави, що відлітають від неї при швидкому охолодженні. Згодом так почали називати і уламки скла, утворені при вибухових виверженнях. У деяких джерелах термін використовується у вузькому значенні, в деяких — у широкому.
Дослідження наземних покладів гіалокластиту дає багато інформації про хід виверження та просторовий розподіл викидів. Підводних покладів це стосується в меншій мірі.

## Опис
Розмір частинок гіалокластиту лежить у межах 1 мм — кілька см; буває і значно менший (навіть як у часток попелу). В лавових фонтанах утворюються частки розміром із піщинку. Може формуватися з лави будь-якого складу — як кислого, так і основного. Частинки гіалокластиту, як правило, складаються з сидеромелану (один з різновидів вулканічного скла) і оточені оболонкою палагоніту (продукт взаємодії цього скла з водою). Сидеромелан зазвичай має чорний колір, палагоніт — жовтий.

## Розповсюдження
Гіалокластит може утворюватися при виверженні і власне у воду, і під кригу чи у вологі донні осади. Практично завжди супроводжує кульову лаву та іншу лаву, застиглу під водою. Кількість гіалокластиту швидко зменшується зі збільшенням глибини, бо на великій глибині тиск води запобігає вибуховим виверженням. На океанічних хребтах його мало; на підводних горах (навіть глибоководних) зустрічається частіше. Гіалокластит може формувати шари багатометрової товщини, що вкривають величезну площу; іноді він є основним складником підводних вулканічних покладів. Відомий з відкладів будь-якого віку в багатьох місцях планети; в Україні трапляється на Кара-Дазі.